# Chandonanthus squarrosus
Chandonanthus squarrosus là một loài rêu trong họ Anastrophyllaceae. Loài này được Menzies ex Hook. Mitt. mô tả khoa học đầu tiên năm 1867.